# Lijst van vermoorde personen
Dit is een (onvolledige) lijst van bekende personen, waarvan met zekerheid vaststaat dat zij vermoord werden. Het genoemde jaar is het jaar van overlijden.
| Naam                                            | Jaar       | Land                 | Functie, beroep                                                           | (Vermoedelijke) moordenaar of opdrachtgever                                                            |  |
| ----------------------------------------------- | ---------- | -------------------- | ------------------------------------------------------------------------- | --- |  |
| Øystein Aarseth (ook bekend als Euronymous)     | 1993       | Noorwegen            | blackmetalmuzikant                                                        | Varg Vikernes                                                                                          |  |
| "Dimebag" Darrell Abbott                        | 2004       | VS                   | muzikant                                                                  | Nathan Gale                                                                                            |  |
| Abdoellah I                                     | 1951       | Jordanië             | koning                                                                    | Mustafa Shukri Ashu                                                                                    |  |
| Shinzo Abe                                      | 2022       | Japan                | politicus, oud-premier                                                    | Tetsuya Yamagami                                                                                       |  |
| Hamad Abu-Rabiah                                | 1981       | Israël               | Arabisch Israëlisch politicus                                             | |  |
| Paweł Adamowicz                                 | 2019       | Polen                | burgemeester                                                              | Stefan Wilmont                                                                                         |  |
| Stella Agsteribbe                               | 1943       | Nederland            | Joods gymnaste                                                            | nazi-regime                                                                                            |  |
| Alcibiades                                      | 404 v.Chr. | Griekenland          | Atheens generaal en politicus                                             | |  |
| Alexander en Aristobulus                        | 7 v.Chr.   | Judea                | troonopvolgers                                                            | Herodes de Grote                                                                                       |  |
| Alexander I                                     | 1934       | Joegoslavië          | koning                                                                    | Vlado Tsjernozemski                                                                                    |  |
| Christel Ambrosius                              | 1994       | Nederland            | stewardess                                                                | |  |
| David Amess                                     | 2021       | Verenigd Koninkrijk  | Brits politicus                                                           | Ali Harbi Ali                                                                                          |  |
| Hafizullah Amin                                 | 1979       | Afghanistan          | communistisch eerste minister                                             | |  |
| Kyriakos Amiridis                               | 2016       | Griekenland          | ambassadeur                                                               | Sérgio Gomes Moreira, in opdracht van de vrouw van Amiridis                                            |  |
| Albert Anastasia                                | 1957       | Italië               | Amerikaanse maffioso                                                      | onopgelost                                                                                             |  |
| Angganitha                                      | 1943       | Indonesië            | voorganger van de koreri-beweging, Biak                                   | Japanse soldaten                                                                                       |  |
| Antipater                                       | 43 v.Chr.  | Judea                | procurator                                                                | |  |
| Chaim Arlosoroff                                | 1933       | Palestina            | joods-Palestijns politicus                                                | |  |
| Antiochus II Theos                              | 246 v.Chr. | Seleucidische Rijk   | koning                                                                    | |  |
| Benigno Aquino jr.                              | 1983       | Filipijnen           | senator en politicus                                                      | |  |
| José Luis Aquino                                | 2007       | Mexico               | muzikant                                                                  | |  |
| Archimedes                                      | 212 v.Chr. | Griekenland          | wetenschapper                                                             | Romeinse soldaat                                                                                       |  |
| Kofi Awoonor                                    | 2013       | Ghana                | schrijver                                                                 | leden van Al-Shabaab                                                                                   |  |
| Alexander Balas                                 | 146 v.Chr. | Seleucidische Rijk   | koning                                                                    | |  |
| Qandeel Baloch                                  | 2016       | Pakistan             | model, actrice, feministische activist en beroemdheid in de sociale media | Waseem Azeem (broer)                                                                                   |  |
| Joseph Bamina                                   | 1965       | Burundi              | eerste minister                                                           | |  |
| Judith Eva Barsi                                | 1988       | VS                   | kindsterretje                                                             | József Barsi, vader                                                                                    |  |
| Louis Barthou                                   | 1934       | Frankrijk            | minister                                                                  | |  |
| Thomas Becket                                   | 1170       | Engeland             | aartsbisschop van Canterbury                                              | vier Normandische ridders                                                                              |  |
| Jan van Beieren                                 | 1425       |                      | prins-bisschop-elect van Luik                                             | Jan van Vliet                                                                                          |  |
| Elisabeth Amalie Eugenie in Beieren, "Sissy"    | 1898       | Oostenrijk           | keizerin van Oostenrijk en koningin van Hongarije                         | Luigi Lucheni                                                                                          |  |
| Nordin Ben Salah                                | 2004       | Nederland            | Nederlands-Marokkaans bokser                                              | onopgelost                                                                                             |  |
| Folke Bernadotte                                | 1948       | Zweden               | diplomaat                                                                 | leden van de terroristische Joodse groepering Lechi/ Stern.                                            |  |
| Benazir Bhutto                                  | 2007       | Pakistan             | politica                                                                  | |  |
| Marco Biagi                                     | 2002       | Italië               | jurist                                                                    | Rode Brigades                                                                                          |  |
| Bigidagoe                                       | 2024       | Nederland            | rapper                                                                    | onopgelost                                                                                             |  |
| Big L                                           | 1999       | VS                   | rapper                                                                    | onopgelost                                                                                             |  |
| Thomas van der Bijl                             | 2006       | Nederland            | caféhouder en crimineel                                                   | |  |
| Blonde Dolly                                    | 1959       | Nederland            | prostituee                                                                | onopgelost                                                                                             |  |
| Anna Boleyn                                     | 1536       | Engeland             | koningin van Engeland                                                     | Hendrik VIII                                                                                           |  |
| John Wilkes Booth                               | 1865       | VS                   | moordenaar van Lincoln                                                    | Boston Corbett                                                                                         |  |
| Bonifatius                                      | 754        |                      | bisschop                                                                  | Friezen                                                                                                |  |
| Stefano Bontade                                 | 1981       | Italië               | maffialid                                                                 | |  |
| Andrew Borden en Abby Durfee Gray               | 1892       | VS                   |                                                                           | Lizzie Borden                                                                                          |  |
| Paolo Borsellino                                | 1992       | Italië               | officier van Justitie en onderzoeksrechter                                | Maffia                                                                                                 |  |
| Els Borst                                       | 2014       | Nederland            | politica, Minister van Staat                                              | Bart van U.                                                                                            |  |
| René Bousquet                                   | 1993       | Frankrijk            | politiechef, bankier en verdacht als oorlogsmisdadiger                    | Christian Didier                                                                                       |  |
| Mohamed Brahmi                                  | 2013       | Tunesië              | politicus                                                                 | onopgelost                                                                                             |  |
| André Brilleman                                 | 1985       | Nederland            | kickbokser                                                                | onopgelost                                                                                             |  |
| Loalwa Braz Vieira                              | 2017       | Brazilië             | Braziliaans zangeres en componiste                                        | onopgelost                                                                                             |  |
| Tiberius Claudius Caesar Britannicus            | 55         | Romeinse rijk        | zoon van keizer Claudius                                                  | vergiftigd in opdracht van keizer Nero                                                                 |  |
| Klaas Bruinsma                                  | 1991       | Nederland            | crimineel                                                                 | Martin Hoogland                                                                                        |  |
| Gerald Bull                                     | 1990       | Canada               | wapenwetenschapper                                                        | onopgelost                                                                                             |  |
| Cabu                                            | 2015       | Frankrijk            | striptekenaar en cartoonist                                               | Chérif en Saïd Kouachi                                                                                 |  |
| Ptolemaeus XV Caesarion                         | 30 v.Chr.  | Egypte               | zoon van Caesar en Kleopatra                                              | Octavianus                                                                                             |  |
| Caligula                                        | 41         | Romeinse rijk        | keizer                                                                    | pretoriaanse garde                                                                                     |  |
| Roberto Calvi                                   | 1982       | Italië               | bankier                                                                   | onopgelost                                                                                             |  |
| Jorge Carpio                                    | 1993       | Guatemala            | journalist                                                                | |  |
| Caracalla                                       | 217        | Romeinse rijk        | keizer                                                                    | |  |
| Carinus                                         | 284        | Romeinse rijk        | keizer                                                                    | |  |
| Luis Carrero Blanco                             | 1973       | Spanje               | minister                                                                  | |  |
| Daphne Caruana Galizia                          | 2017       | Malta                | journaliste                                                               | Vince Muscat en de broers George en Alfred Degiorgio                                                   |  |
| Paul Castellano                                 | 1985       | VS                   | maffiabaas                                                                | |  |
| Nicolae en Elena Ceaușescu                      | 1989       | Roemenië             | voorzitter van de staatsraad en zijn vrouw                                | Roemeense revolutie                                                                                    |  |
| Floribert Chebeya                               | 2010       | Congo-Kinshasa       | mensenrechtenactivist                                                     | Kolonel Daniel Mukalay in opdracht van John Numbi                                                      |  |
| Charb                                           | 2015       | Frankrijk            | striptekenaar en cartoonist                                               | Chérif en Saïd Kouachi                                                                                 |  |
| Cicero                                          | 43 v.Chr.  | Romeinse rijk        | orator                                                                    | |  |
| Lana Clarkson                                   | 2003       | VS                   | actrice en model                                                          | Phil Spector                                                                                           |  |
| Claudius                                        | 54         | Romeinse rijk        | keizer                                                                    | Agrippina de Jongere                                                                                   |  |
| Pierre Claverie                                 | 1996       | Algerije             | bisschop                                                                  | |  |
| Barbara Colby                                   | 1975       | VS                   | actrice                                                                   | onopgelost                                                                                             |  |
| Luis Donaldo Colosio                            | 1994       | Mexico               | presidentskandidaat                                                       | Mario Aburto                                                                                           |  |
| Commodus                                        | 192        | Romeinse rijk        | keizer                                                                    | |  |
| Sam Cooke                                       | 1964       | VS                   | soulzanger                                                                | |  |
| André Cools                                     | 1991       | België               | politicus                                                                 | Pino Di Mauro, Luigi Contrino, Carlo Todarello, Cosimo Solazzo, Domenico Castellino en Richard Taxquet |  |
| Jo Cox                                          | 2016       | VK                   | politica                                                                  | Thomas Alexander Mair                                                                                  |  |
| Thomas Cromwell                                 | 1540       | Engeland             | politicus                                                                 | Hendrik VIII                                                                                           |  |
| Crazy Horse                                     | 1877       | Noord-Amerika        | Sioux-opperhoofd                                                          | |  |
| King Curtis                                     | 1971       | Verenigde Staten     | orkestleider en saxofonist                                                | doodgestoken door een drugsverslaafde                                                                  |  |
| Eduardo Dato Iradier                            | 1921       | Spanje               | premier                                                                   | Luis Nicolau, Pedro Mateu en Ramón Casanellas                                                          |  |
| Jill Dando                                      | 1999       | VK                   | televisiepresentatrice                                                    | onopgelost                                                                                             |  |
| Humberto Delgado                                | 1965       | Portugal             | politicus en generaal                                                     | Casimiro Monteiro                                                                                      |  |
| Jean-Jacques Dessalines                         | 1806       | Haïti                | staatshoofd                                                               | onopgelost                                                                                             |  |
| Zoran Đinđić                                    | 2003       | Servië               | eerste minister                                                           | Zvezdan Jovanović                                                                                      |  |
| Ngo Dinh Diem                                   | 1963       | Zuid-Vietnam         | president                                                                 | |  |
| Hein Diependaele                                | 2005       | België               | advocaat en politicus                                                     | Marijke Moens (echtgenote)                                                                             |  |
| Hrant Dink                                      | 2007       | Turkije              | Armeens-Turks journalist                                                  | Ogün Samast                                                                                            |  |
| Samuel Doe                                      | 1990       | Liberia              | president                                                                 | |  |
| Dolla                                           | 2009       | VS                   | rapper                                                                    | |  |
| Engelbert Dollfuss                              | 1934       | Oostenrijk           | kanselier                                                                 | |  |
| Young Dolph                                     | 2021       | VS                   | rapper                                                                    | na 2 pogingen op straat neergeschoten                                                                  |  |
| Belisario Domínguez                             | 1913       | Mexico               | senator                                                                   | |  |
| Domitianus                                      | 96         | Romeinse rijk        | keizer                                                                    | |  |
| Kerwin Duinmeijer                               | 1983       | Nederland            | Antilliaans tiener                                                        | skinhead Nico Bodemeijer                                                                               |  |
| Dominique Dunne                                 | 1982       | VS                   | actrice                                                                   | John Thomas Sweeney (ex-vriend)                                                                        |  |
| Buenaventura Durruti                            | 1936       | Spanje               | anarchist                                                                 | |  |
| Volkan Düzgün                                   | 2013       | Nederland            | kickbokser                                                                | |  |
| Lutz Eigendorf                                  | 1983       | DDR                  | voetballer die gevlucht was naar West-Duitsland                           | |  |
| Lamoraal van Egmont                             | 1568       | Nederland            | edelman, generaal en staatsman uit Vlaanderen                             | Alva                                                                                                   |  |
| Kurt Eisner                                     | 1919       | Duitsland            | Beierse politicus                                                         | Anton von Arco auf Valley                                                                              |  |
| Elagabalus                                      | 222        | Romeinse rijk        | keizer                                                                    | |  |
| Valentín Elizalde                               | 2006       | Mexico               | zanger                                                                    | |  |
| Theys Hiyo Eluay                                | 2001       | Papoea-Nieuw-Guinea  | Papoea-activist                                                           | Kopassus (Indonesische Commando Speciale Troepen)                                                      |  |
| Willem Endstra                                  | 2004       | Nederland            | vastgoedhandelaar                                                         | Namik Abbasov                                                                                          |  |
| Ephialtes                                       | 461 v.Chr. | Griekenland          | leider van de democratische beweging in Athene                            | |  |
| Matthias Erzberger                              | 1921       | Duitsland            | politicus                                                                 | Schulz en Tillessen                                                                                    |  |
| Andrés Escobar                                  | 1994       | Colombia             | voetballer                                                                | Humberto Muñoz Castro                                                                                  |  |
| Juan R. Escudero                                | 1923       | Mexico               | vakbondsleider en politicus                                               | federale militairen                                                                                    |  |
| Lucio España                                    | 2005       | Colombia             | voetballer                                                                | onopgelost                                                                                             |  |
| Marco Antonio Estrada                           | 2009       | Guatemala            | journalist                                                                | onopgelost                                                                                             |  |
| Koen Everink                                    | 2016       | Nederland            | ondernemer                                                                | Marc de Jong                                                                                           |  |
| Giovanni Falcone                                | 1992       | Italië               | onderzoeksrechter                                                         | Bruno Brusca                                                                                           |  |
| Feis                                            | 2019       | Nederland            | rapper                                                                    | Silfano M                                                                                              |  |
| Jan Femer                                       | 2000       | Nederland            | crimineel                                                                 | |  |
| Farag Foda                                      | 1992       | Egypte               | politicus                                                                 | al-Jama'at al-Islamiyya                                                                                |  |
| Florianus                                       | 276        | Romeinse rijk        | keizer                                                                    | |  |
| Johannes Florianus                              | 1585       | België               | Brussels martelaar                                                        | |  |
| Floris V van Holland                            | 1296       | graafschap Holland   | graaf van Holland                                                         | Gerard van Velsen                                                                                      |  |
| Pim Fortuyn                                     | 2002       | Nederland            | publicist en politicus                                                    | Volkert van der Graaf                                                                                  |  |
| Dian Fossey                                     | 1985       | VS                   | etholoog                                                                  | onopgelost                                                                                             |  |
| Marielle Franco                                 | 2018       | Brazilië             | politica en mensenrechtactiviste                                          | |  |
| Frans Ferdinand van Oostenrijk en Sophie Chotek | 1914       | Oostenrijk-Hongarije | aartshertog, kroonprins en zijn vrouw                                     | Gavrilo Princip                                                                                        |  |
| Gaboro                                          | 2024       | Zweden               | rapper                                                                    | vermoedelijk door Marielundnetwork                                                                     |  |
| Alfred Gadenne                                  | 2017       | België               | burgemeester                                                              | Nathan D.                                                                                              |  |
| Jorge Eliécer Gaitán                            | 1948       | Colombia             | politicus en advocaat                                                     | |  |
| Carmine Galante                                 | 1979       | VS                   | maffiabaas                                                                | Anthony Indelicato                                                                                     |  |
| Galba                                           | 69         | Romeinse rijk        | keizer                                                                    | Muitende ruiters                                                                                       |  |
| Gallienus                                       | 268        | Romeinse rijk        | keizer                                                                    | |  |
| Trebonianus Gallus                              | 253        | Romeinse rijk        | keizer                                                                    | muiterij eigen troepen                                                                                 |  |
| Indira Gandhi                                   | 1984       | India                | eerste minister                                                           | haar eigen lijfwachten, Satwant Singh en Beant Singh                                                   |  |
| Mahatma Gandhi                                  | 1948       | India                | onafhankelijkheidsleider                                                  | Nathuram Godse                                                                                         |  |
| Rajiv Gandhi                                    | 1991       | India                | voormalig eerste minister                                                 | Thenmozhi Rajaratnam                                                                                   |  |
| Anastasio Somoza García                         | 1956       | Nicaragua            | president                                                                 | Rigoberto López Pérez                                                                                  |  |
| Eugenio Garza Sada                              | 1973       | Mexico               | zakenman                                                                  | leden Communistische Liga 23 September                                                                 |  |
| James Garfield                                  | 1881       | VS                   | president                                                                 | Charles J. Guiteau                                                                                     |  |
| Marian de Garriga                               | 2000       | Nederland            | componiste                                                                | onopgelost                                                                                             |  |
| Marvin Gaye                                     | 1984       | VS                   | R&B-artiest                                                               | zijn vader                                                                                             |  |
| Geta                                            | 212        | Romeinse rijk        | keizer                                                                    | |  |
| Boutros Ghali                                   | 1910       | Egypte               | eerste minister                                                           | Ibrahim Nassif al-Wardani                                                                              |  |
| Jenny Gilliams                                  | 1927       | Nederland België     | zangeres en cabaretière                                                   | Tjakko Kuiper                                                                                          |  |
| Godelieve van Gistel                            | 1070       | België               | vrouw van de heer van Gistel, heilige                                     | Lantbert en Hacca                                                                                      |  |
| Almier Godett                                   | 2021       | Curaçao              | politicus                                                                 | Michael M.                                                                                             |  |
| Theo van Gogh                                   | 2004       | Nederland            | filmregisseur, criticus                                                   | Mohammed Bouyeri                                                                                       |  |
| Che Gómez                                       | 1911       | Mexico               | revolutionair                                                             | |  |
| Sergio Gómez                                    | 2007       | Mexico               | zanger                                                                    | |  |
| Henry Grey                                      | 1554       | Engeland             | vader van Jane                                                            | Bloody Mary                                                                                            |  |
| Jane Grey                                       | 1554       | Engeland             | voormalig koningin                                                        | Bloody Mary                                                                                            |  |
| Christina Grimmie                               | 2016       | VS                   | zangeres                                                                  | Kevin James Loibl                                                                                      |  |
| Veronica Guerin                                 | 1996       | Ierland              | journalist                                                                | Brian Meehan                                                                                           |  |
| Che Guevara                                     | 1967       | Argentinië           | revolutionair leider                                                      | Mario Terán                                                                                            |  |
| Gustaaf III van Zweden                          | 1792       | Zweden               | koning                                                                    | Jacob Johan Anckarström                                                                                |  |
| Wilhelm Gustloff                                | 1936       | Duitsland            | leider van de Zwitserse nazipartij                                        | David Frankfurter                                                                                      |  |
| Jacob Israël de Haan                            | 1924       | Nederland            | joods-Palestijns jurist en dichter                                        | Avraham Tehomi                                                                                         |  |
| François al-Hajj                                | 2007       | Libanon              | brigadegeneraal                                                           | |  |
| Jacques Hamel                                   | 2016       | Frankrijk            | priester                                                                  | Adel Kermiche en Abdel Malik Petitjean                                                                 |  |
| Chris Hani                                      | 1993       | Zuid-Afrika          | Zuid-Afrikaans politiek bestuurder                                        | Janusz Walus en Clive Derby-Lewis                                                                      |  |
| Ismail Haniya                                   | 2024       | Palestina            | Palestijns politicus                                                      | |  |
| Rafik Hariri                                    | 2005       | Libanon              | voormalig eerste minister                                                 | |  |
| Paul Harland echte naam Paul Smit               | 2003       | Nederland            | sf-schrijver                                                              | echtgenoot Tarik D.                                                                                    |  |
| Phil Hartman                                    | 1998       | VS                   | acteur, stemacteur, scenarioschrijver, komiek en grafisch ontwerper       | echtgenote Brynn Hartman                                                                               |  |
| Margaret Hassan                                 | 2004       | Ierland              | humanitair helpster in Irak                                               | |  |
| Joyce (Winsie) Hau                              | 2012       | Nederland            |                                                                           | Jinhua K., in opdracht van Polly W. en Wesley C.                                                       |  |
| George Hawi                                     | 2005       | Libanon              | leider van communistische partij                                          | |  |
| Gerrit Jan Heijn                                | 1987       | Nederland            | zakenman                                                                  | Ferdi Elsas                                                                                            |  |
| Muhsin Hendricks                                | 2025       | Zuid-Afrika          | imam en lgbt-activist                                                     | |  |
| Hendrik IV                                      | 1610       | Frankrijk            | koning                                                                    | François Ravaillac                                                                                     |  |
| Amílcar Henríquez                               | 2017       | Panama               | voetballer                                                                | onopgelost                                                                                             |  |
| Maximiliano Hernández Martínez                  | 1966       | El Salvador          | voormalig president                                                       | Cipriano Morales                                                                                       |  |
| Jan Hettema                                     | 2016       | Zuid-Afrika          | wielrenner en rallyrijder                                                 | onopgelost                                                                                             |  |
| Reinhard Heydrich                               | 1942       | Duitsland            | nazi-gouverneur van bezet Tsjechoslowakije                                | |  |
| Stanley Hillis                                  | 2011       | Nederland            | crimineel                                                                 | onopgelost                                                                                             |  |
| Evert Hingst                                    | 2005       | Nederland            | jurist, fiscalist, advocaat, witwascrimineel                              | Willem Holleeder                                                                                       |  |
| Lenka Hlávková                                  | 2023       | CZE                  | musicologe                                                                | David Kozák Schietpartij op Karelsuniversiteit Praag 2023                                              |  |
| Jergé Hoefdraad                                 | 2021       | Nederland            | voetballer                                                                | in onderzoek                                                                                           |  |
| Wim Hogenkamp                                   | 1989       | Nederland            | zanger, acteur, tekstschrijver                                            | onopgelost                                                                                             |  |
| Martin Hoogland                                 | 2004       | Nederland            | ex-politieman en crimineel                                                | |  |
| Willem van Horne                                | 1580       | Nederland            | edelman uit de Nederlanden, kapitein-generaal in Spaanse leger            | |  |
| Cor van Hout                                    | 2003       | Nederland            | crimineel                                                                 | |  |
| Kees Houtman                                    | 2005       | Nederland            | vastgoedhandelaar                                                         | Willem Holleeder                                                                                       |  |
| Catharina Howard                                | 1542       | Engeland             | koningin                                                                  | Hendrik VIII                                                                                           |  |
| DeShaun Holton                                  | 2006       | VS                   | rapper bekend onder de naam Proof                                         | Mario Etheridge                                                                                        |  |
| Nipsey Hussle                                   | 2019       | VS                   | rapper                                                                    | rechtszaak tegen dader loopt nog                                                                       |  |
| Danny Huwé                                      | 1989       | België               | Belgisch journalist                                                       | commandant Tudor Cretu (Roemenië)                                                                      |  |
| Nedim Imaç                                      | 2007       | Turkije              | Turks-Nederlands zakenman en voetbalvoorzitter                            | onopgelost                                                                                             |  |
| Nicolae Iorga                                   | 1940       | Roemenië             | dichter, politicus                                                        | leden van de IJzeren Garde                                                                             |  |
| Itcho Ito                                       | 2007       | Japan                | Burgemeester van Nagasaki                                                 | Tetsuya Shiroo                                                                                         |  |
| Koki Ishii                                      | 2002       | Japan                | parlementariër                                                            | Ito Hakusui                                                                                            |  |
| Al Jackson                                      | 1975       | VS                   | drummer bij Booker T. & the M.G.'s                                        | |  |
| Víctor Jara                                     | 1973       | Zwitserland          | Chileens volkszanger, regisseur en activist                               | |  |
| Jean Jaurès                                     | 1914       | Frankrijk            | politicus, pacifist                                                       | Raoul Villain                                                                                          |  |
| Jam Master Jay                                  | 2002       | VS                   | stichter van Run DMC, dj                                                  | |  |
| Wijerd Jelckama                                 | 1523       | Nederland            | rebellenleider en aanvoerder Arumer Zwarte Hoop                           | |  |
| A.M. de Jong                                    | 1943       | Nederland            | schrijver                                                                 | |  |
| Kim Jong-nam                                    | 2017       | Noord-Korea          | lid van de presidentiële familie                                          | |  |
| Jonathan Joss                                   | 2025       | Verenigde Staten     | acteur                                                                    | Sigfredo Alvarez Ceja,een buurman                                                                      |  |
| Didius Julianus                                 | 193        | Romeinse rijk        | keizer                                                                    | |  |
| Julius Caesar                                   | 44 v.Chr.  | Romeinse rijk        | generaal en dictator                                                      | Brutus                                                                                                 |  |
| Kamal Jumblatt                                  | 1977       | Libanon              | leider                                                                    | |  |
| Errol Kabak                                     | 1998       | Turkije              | Turks-Nederlandse crimineel                                               | medegevangene in de Bayrampaşa-gevangenis                                                              |  |
| Yaki Kadafi                                     | 1996       | VS                   | rapper                                                                    | |  |
| Laurent-Désiré Kabila                           | 2001       | Congo-Kinshasa       | president                                                                 | |  |
| Volkan Kahraman                                 | 2023       | Oostenrijk           | voetballer                                                                | |  |
| Karel I                                         | 1649       | Engeland             | koning                                                                    | Oliver Cromwell                                                                                        |  |
| Karel I                                         | 1908       | Portugal             | koning                                                                    | |  |
| Andrej Karlov                                   | 2016       | Rusland              | ambassadeur                                                               | Mevlut Mert Altintas                                                                                   |  |
| Abeid Karume                                    | 1972       | Tanzania             | eerste president van Zanzibar, eerste vicepresident van Tanzania          | |  |
| David Kato                                      | 2011       | Oeganda              | homorechtenactivist                                                       | |  |
| Heider Kazem                                    | 2009       | Irak                 | voetballer                                                                | |  |
| John F. Kennedy                                 | 1963       | VS                   | president                                                                 | Lee Harvey Oswald                                                                                      |  |
| Robert F. Kennedy                               | 1968       | VS                   | presidentskandidaat                                                       | Sirhan                                                                                                 |  |
| Hevrin Khalaf                                   | 2019       | Syrië                | Koerdisch-Syrische politica en civiel ingenieur                           | |  |
| Daoed Khan                                      | 1978       | Afghanistan          | staatsman                                                                 | |  |
| Jamal Khashoggi                                 | 2018       | Saoedi-Arabië        | journalist en columnist                                                   | Mohammad bin Salman al-Saoed                                                                           |  |
| Martin Luther King                              | 1968       | VS                   | activist voor burgerrechten                                               | James Earl Ray                                                                                         |  |
| Benedicto Kiwanuka                              | 1972       | Oeganda              | voormalig minister                                                        | |  |
| Iman Klaassen                                   | 1992       | Nederland            | politiebrigadier                                                          | Errol Kabak                                                                                            |  |
| George van Kleef                                | 2005       | Nederland            | crimineel                                                                 | Willem Holleeder                                                                                       |  |
| Gerrit Kleerekoper                              | 1943       | Nederland            | Joodse turncoach en diamantslijper                                        | nazi-regime                                                                                            |  |
| Willem Klein                                    | 1986       | Nederland            | rekenwonder                                                               | onopgelost                                                                                             |  |
| Sam Klepper                                     | 2000       | Nederland            | crimineel                                                                 | |  |
| Nico Kluiters                                   | 1985       | Nederland            | priester-missionaris                                                      | onopgelost                                                                                             |  |
| Joes Kloppenburg                                | 1996       | Nederland            |                                                                           | Richard L                                                                                              |  |
| Rob Knox                                        | 2008       | VK                   | Brits acteur                                                              | |  |
| Cornelis de Kock                                | 1944       | Nederland            | politicus                                                                 | |  |
| Martin Kok                                      | 2016       | Nederland            | crimineel en misdaadverslaggever                                          | Ridouan Taghi                                                                                          |  |
| Jevhen Konovalets                               | 1938       | Oekraïne             | politicus                                                                 | Pavel Soedoplatov                                                                                      |  |
| Maximiliana van der Kouwen                      | 1872       | Nederland            | rijke weduwe                                                              | Jut |  |
| Koos Koster                                     | 1982       | Nederland            | journalist                                                                | |  |
| Ján Kuciak                                      | 2018       | Slowakije            | onderzoeksjournalist                                                      | |  |
| Julien Lahaut                                   | 1950       | België               | parlementslid                                                             | |  |
| Johannes Ledeboer                               | 1780       | Nederland            | predikant (proponent)                                                     | Anton Link                                                                                             |  |
| John Lennon                                     | 1980       | VK                   | popmusicus                                                                | Mark David Chapman                                                                                     |  |
| Karl Liebknecht                                 | 1919       | Duitsland            | politicus                                                                 | Vrijkorpsen in de Weimarrepubliek                                                                      |  |
| Abraham Lincoln                                 | 1865       | VS                   | president                                                                 | John Wilkes Booth                                                                                      |  |
| Anna Lindh                                      | 2003       | Zweden               | minister                                                                  | Mijailo Mijailović                                                                                     |  |
| Aleksandr Litvinenko                            | 2006       | Rusland              | agent                                                                     | |  |
| Ernest Lluch                                    | 2000       | Spanje               | politicus                                                                 | leden van de Baskische afscheidingsbeweging ETA                                                        |  |
| Lodewijk XVI van Frankrijk                      | 1793       | Frankrijk            | koning                                                                    | Franse revolutie                                                                                       |  |
| Walter Lübcke                                   | 2019       | Duitsland            | lokaal politicus                                                          | Stephan Ernst                                                                                          |  |
| Frans van der Lugt                              | 2014       | Nederland            | priester                                                                  | onopgelost                                                                                             |  |
| Patrice Lumumba                                 | 1961       | Congo-Kinshasa       | eerste minister                                                           | onopgelost                                                                                             |  |
| Bertus Lüske                                    | 2003       | Nederland            | vastgoedhandelaar en crimineel                                            | onopgelost                                                                                             |  |
| Rosa Luxemburg                                  | 1919       | Rusland              | Russisch marxistisch politica                                             | Hermann Wilhelm Souchon                                                                                |  |
| Wouter van Luijn                                | 2018       | Nederland            | filmeditor                                                                | |  |
| Myrna Mack                                      | 1990       | Guatemala            | antropologe en mensenrechtenactiviste                                     | leger                                                                                                  |  |
| Salvatore Maranzano                             | 1931       | VS                   | maffiabaas                                                                | in opdracht van Salvatore Lucania                                                                      |  |
| Jean-Paul Marat                                 | 1793       | Zwitserland          | revolutionair                                                             | Charlotte Corday d'Armont                                                                              |  |
| Mariamne                                        | 29 v.Chr.  | Judea                | koningin                                                                  | Herodes de Grote                                                                                       |  |
| Maria I van Schotland                           | 1587       | Schotland            | koningin                                                                  | Elizabeth I                                                                                            |  |
| Marie Antoinette van Oostenrijk                 | 1793       | Frankrijk            | koningin                                                                  | Franse revolutie                                                                                       |  |
| Viktoria Marinova                               | 2018       | Bulgarije            | journaliste en tv-presentatrice                                           | onopgelost                                                                                             |  |
| Christopher Marlowe                             | 1593       | Engeland             | schrijver                                                                 | |  |
| Jan Masaryk                                     | 1948       | Tsjechië             | staatsman en diplomaat                                                    | |  |
| Achmed Sjah Massoud                             | 2001       | Afghanistan          | leider van de Noordelijke Alliantie                                       | |  |
| Kelvin Maynard                                  | 2019       | Nederland            | voetballer                                                                | onopgelost                                                                                             |  |
| Matoub Lounès                                   | 1998       | Algerije             | Noord-Afrikaans zanger                                                    | Malik Madjnoun en Abdelhakim Chenoui                                                                   |  |
| Lyra McKee                                      | 1991       | VK                   | Noord-Ierse journaliste en schrijver                                      | doodgeschoten tijdens onlusten in Noord-Ierse Derry                                                    |  |
| William McKinley                                | 1901       | VS                   | president                                                                 | Leon Czolgosz                                                                                          |  |
| Philibert Mees                                  | 2006       | België               | Vlaams componist, pianist                                                 | |  |
| Chico Mendes                                    | 1988       | Brazilië             | milieuactivist                                                            | |  |
| Senzo Meyiwa                                    | 2014       | Zuid-Afrika          | voetbaldoelman                                                            | |  |
| John Mieremet                                   | 2005       | Nederland            | crimineel                                                                 | Willem Holleeder                                                                                       |  |
| Harvey Milk                                     | 1978       | VS                   | Eerste openlijk homoseksuele stadsbestuurder in de Verenigde Staten       | Dan White                                                                                              |  |
| Al Mineo                                        | 1930       | VS                   | maffiabaas                                                                | |  |
| Jovenel Moïse                                   | 2021       | Haïti                | Haïtiaans politicus                                                       | onopgelost                                                                                             |  |
| Salwan Momika                                   | 2025       | Irak                 | Iraaks Zweeds activist en vluchteling                                     | in onderzoek                                                                                           |  |
| Thomas More                                     | 1535       | Engeland             | staatsman                                                                 | Hendrik VIII                                                                                           |  |
| Motecuhzoma II                                  | 1519       | Centraal-Amerika     | Azteeks keizer                                                            | |  |
| Jacques de Molay                                | 1314       | Frankrijk            | laatste Grootmeester van de Orde van de tempeliers                        | |  |
| Filips van Montmorency, Graaf van Horne         | 1568       | Nederland            | edelman, krijgs- en staatsman in de Zuidelijke Nederlanden                | Alva                                                                                                   |  |
| Aldo Moro                                       | 1978       | Italië               | voormalig eerste minister                                                 | Rode Brigades                                                                                          |  |
| George Moscone                                  | 1978       | VS                   | politicus                                                                 | Dan White                                                                                              |  |
| Rudolph Moshammer                               | 2005       | Duitsland            | Beiers modeontwerper                                                      | |  |
| Benito Mussolini                                | 1945       | Italië               | fascistisch eerste minister                                               | |  |
| Mohammed Nadjiboellah                           | 1996       | Afghanistan          | president                                                                 | |  |
| Michele Navarra                                 | 1958       | Italië               | maffialid                                                                 | |  |
| Boris Nemtsov                                   | 2015       | Rusland              | politicus                                                                 | |  |
| Huey Newton                                     | 1989       | VS                   | Black Panther                                                             | |  |
| Wesley Ngetich                                  | 2008       | Kenia                | marathonloper                                                             | |  |
| Marien Ngouabi                                  | 1977       | Congo-Brazzaville    | president                                                                 | |  |
| Anja Niedringhaus                               | 2014       | Duitsland            | fotojournaliste                                                           | |  |
| Sergey Nikolaev                                 | 2007       | Rusland              | schaker                                                                   | |  |
| Ngo Dinh Nhu                                    | 1963       | Vietnam              | politicus                                                                 | |  |
| Nicolaas II, met zijn kinderen en personeel     | 1918       | Rusland              | tsaar                                                                     | bolsjewieken                                                                                           |  |
| Oda Nobunaga                                    | 1582       | Japan                | samuraikrijger                                                            | |  |
| Lea Nordheim                                    | 1943       | Nederland            | turnster                                                                  | nazi-regime                                                                                            |  |
| Jeffrey Ntuka                                   | 2012       | Zuid-Afrika          | voetballer                                                                | |  |
| Khamis al-Obeidi                                | 2006       | Irak                 | advocaat van oud-dictator Saddam Hoessein                                 | |  |
| Álvaro Obregón                                  | 1928       | Mexico               | President                                                                 | |  |
| Melchor Ocampo                                  | 1862       | Mexico               | politicus                                                                 | conservatieve rebellen                                                                                 |  |
| Sylvanus Olympio                                | 1963       | Togo                 | president                                                                 | |  |
| Lee Harvey Oswald                               | 1963       | VS                   | vermoedelijke moordenaar van John F. Kennedy                              | |  |
| Olof Palme                                      | 1986       | Zweden               | eerste minister                                                           | |  |
| Pier Paolo Pasolini                             | 1975       | Italië               | dichter en filmregisseur                                                  | Giuseppe Pelosi                                                                                        |  |
| Daniel Pearl                                    | 2002       | VS                   | journalist                                                                | |  |
| Zayda Peña                                      | 2007       | Mexico               | zangeres                                                                  | |  |
| Publius Helvius Pertinax                        | 193        | Romeinse rijk        | keizer                                                                    | |  |
| Jean-Louis Pisuisse                             | 1927       | Nederland            | cabaretier en zanger                                                      | Tjakko Kuiper                                                                                          |  |
| Francisco Pizarro                               | 1541       | Spanje               | conquistador in Peru                                                      | |  |
| Ans Polak                                       | 1943       | Nederland            | Joods gymnaste                                                            | nazi-regime                                                                                            |  |
| Anna Politkovskaja                              | 2006       | Rusland              | journaliste                                                               | |  |
| Jerzy Popiełuszko                               | 1984       | Polen                | priester                                                                  | |  |
| Juan Jesús Posadas Ocampo                       | 1993       | Mexico               | geestelijke, aartsbisschop van Guadalajara                                | |  |
| Folkert Posthuma                                | 1943       | Nederland            | minister, landbouwkundige, nazi-collaborateur                             | |  |
| Postumus                                        | 268        | Gallische Keizerrijk | keizer                                                                    | |  |
| Juan Prim                                       | 1870       | Spanje               | politicus en militair                                                     | |  |
| Lucius Tarquinius Priscus                       | 579 v.Chr. | Etrurië              | koning                                                                    | |  |
| Probus                                          | 282        | Romeinse rijk        | keizer                                                                    | |  |
| Proof                                           | 2006       | VS                   | rapper en hip-hopartiest                                                  | |  |
| Pino Puglisi                                    | 1993       | Italië               | priester                                                                  | maffia uit Palermo                                                                                     |  |
| Moammar al-Qadhafi                              | 2012       | Libië                | leider van Libië                                                          | |  |
| Abdoel Qadir                                    | 2002       | Afghanistan          | vicepresident                                                             | |  |
| Emanuel Querido                                 | 1943       | Nederland            | uitgever                                                                  | nazi-regime                                                                                            |  |
| Selena Quintanilla                              | 1995       | VS                   | zangeres                                                                  | Yolanda Saldívar                                                                                       |  |
| Yitzchak Rabin                                  | 1995       | Israël               | eerste minister                                                           | Yigal Amir                                                                                             |  |
| Mujibur Rahman                                  | 1975       | Bangladesh           | president                                                                 | |  |
| Alberto Ramento                                 | 2006       | Filipijnen           | bisschop van de Iglesia Filipina Independiente                            | |  |
| JonBenét Ramsey                                 | 1996       | VS                   | model                                                                     | |  |
| Grigori Raspoetin                               | 1916       | Rusland              | monnik                                                                    | Vladimir Poerisjkevitsj en Dimitri Pavlovitsj van Rusland                                              |  |
| Walther Rathenau                                | 1922       | Duitsland            | industrieel, politicus en schrijver                                       | |  |
| Benjamin Rawitz                                 | 2006       | Israël               | pianist en pianoleraar                                                    | Junior Kabunda                                                                                         |  |
| Ali Razmara                                     | 1951       | Iran                 | eerste minister                                                           | |  |
| Giulio Regeni                                   | 2016       | Italië               | student                                                                   | |  |
| Richard II van Engeland                         | 1400       | Engeland             | koning                                                                    | |  |
| Óscar Romero                                    | 1980       | El Salvador          | aartsbisschop van San Salvador                                            | |  |
| Rodrigo Rosenberg                               | 2009       | Guatemala            | advocaat                                                                  | |  |
| Marianne Roza                                   | 1999       | Nederland            |                                                                           | |  |
| RS                                              | 2019       | Nederland            | drillrapper                                                               | rivaliserende drillrapper                                                                              |  |
| José Francisco Ruiz Massieu                     | 1994       | Mexico               | secretaris-generaal van de Partido Revolucionario Institucional           | |  |
| Louis Rwagasore                                 | 1961       | Burundi              | eerste minister                                                           | Jean Kageorgis                                                                                         |  |
| Anwar Sadat                                     | 1981       | Egypte               | president                                                                 | |  |
| Ali Abdullah Saleh                              | 2017       | Jemen                | staatsman                                                                 | |  |
| Aung San                                        | 1947       | Myanmar              | nationalistisch leider                                                    | |  |
| Lucas Sang                                      | 2008       | Kenia                | atleet                                                                    | |  |
| Thomas Sankara                                  | 1987       | Burkina Faso         | militair leider                                                           | |  |
| Moritz Schlick                                  | 1936       | Oostenrijk           | filosoof                                                                  | Johann Nellböck                                                                                        |  |
| Froukje Schuitmaker                             | 1999       | Nederland            |                                                                           | Fuat Ö en Zaim Ö                                                                                       |  |
| Dutch Schultz                                   | 1935       | VS                   | gangster                                                                  | |  |
| Roger Schutz                                    | 2005       | Frankrijk            | ook bekend als Frère Roger, oprichter van de Taizégemeenschap             | Luminiţa Solcan                                                                                        |  |
| Stompie Seipei                                  | 1989       | Zuid-Afrika          |                                                                           | |  |
| Seleucus I Nicator                              | 281 v.Chr. | Seleucidische Rijk   | koning                                                                    | |  |
| Seleucus III Ceraunus                           | 223 v.Chr. | Seleucidische Rijk   | koning                                                                    | |  |
| Seleucus IV Philopator                          | 176 v.Chr. | Seleucidische Rijk   | koning                                                                    | |  |
| Tiberius Sempronius Gracchus                    | 133 v.Chr. | Romeinse rijk        | tribunus plebis in 133 v.Chr                                              | |  |
| Seneca                                          | 65         | Romeinse Rijk        | filosoof                                                                  | Nero                                                                                                   |  |
| Louis Sévèke                                    | 2005       | Nederland            | politiek activist, journalist en publicist                                | |  |
| Joris van Severen                               | 1940       | België               | Vlaams politicus                                                          | |  |
| Lodewijk Severijn                               | 2013       | Nederland            | zakenman                                                                  | Juan Cuenca en Valentin Ion                                                                            |  |
| Alexander Severus                               | 235        | Romeinse rijk        | keizer                                                                    | |  |
| Hendrik Seyffardt                               | 1943       | Nederland            | generaal en collaborateur                                                 | |  |
| Abraham Shakespeare                             | 2010       | VS                   | loterijwinnaar en multimiljonair                                          | |  |
| Tupac Shakur                                    | 1996       | VS                   | rapper                                                                    | |  |
| Adrienne Shelly                                 | 2006       | VS                   | actrice, filmregisseur en scenarioschrijfster                             | |  |
| Bugsy Siegel                                    | 1947       | VS                   | gangster                                                                  | |  |
| Judikje Simons                                  | 1943       | Nederland            | gymnaste                                                                  | nazi-regime                                                                                            |  |
| Abbas Abdullahi Sheikh Siraji                   | 2017       | Somalië              | Somalisch minister                                                        | |  |
| Biggie Smalls (The Notorious B.I.G.)            | 1997       | VS                   | rapper                                                                    | |  |
| Ebru Soykan                                     | 2009       | Turkije              | burgerrechtenactivist                                                     | |  |
| Hugo Spadafora                                  | 1985       | Panama               | medicus, avonturier en activist                                           | |  |
| Mónica Spear                                    | 2014       | Venezuela            | model en actrice                                                          | |  |
| René Steegmans                                  | 2002       | Nederland            |                                                                           | |  |
| Reeva Steenkamp                                 | 2013       | Zuid-Afrika          | fotomodel                                                                 | Oscar Pistorius                                                                                        |  |
| Christopher Stevens                             | 2012       | VS                   | ambassadeur                                                               | |  |
| Dorothy Stratten                                | 1980       | Canada               | playmate, actrice                                                         | |  |
| Richard Sykes                                   | 1979       | VK                   | diplomaat, vermoord in Den Haag                                           | Provisional Irish Republican Army                                                                      |  |
| Suzan Tamim                                     | 2008       | Libanon              | zangeres en model                                                         | |  |
| Sharon Tate                                     | 1969       | VS                   | actrice                                                                   | in opdracht van Charles Manson                                                                         |  |
| Denis Ten                                       | 2018       | Kazachstan           | kunstschaatser                                                            | |  |
| Maximinus Thrax                                 | 238        | Romeinse rijk        | keizer                                                                    | |  |
| Tignous                                         | 2015       | Frankrijk            | striptekenaar en cartoonist                                               | Chérif en Saïd Kouachi                                                                                 |  |
| Agnes Tirop                                     | 2021       | Kenia                | langeafstandsloopster                                                     | haar eigen man is gearresteerd                                                                         |  |
| István Tisza                                    | 1918       | Hongarije            | voormalig premier                                                         | |  |
| Tizoc                                           | 1486       | Centraal-Amerika     | hueyi tlahtoani (leider) van de Azteken                                   | |  |
| François Tombalbaye                             | 1975       | Tsjaad               | president                                                                 | |  |
| David Too                                       | 2008       | Kenia                | politicus                                                                 | Andrew Moache                                                                                          |  |
| Peter Tosh                                      | 1987       | Jamaica              | reggae-muzikant                                                           | Dennis "Leppo" Lobban en twee andere                                                                   |  |
| Marie Trintignant                               | 2003       | Frankrijk            | actrice                                                                   | Bertrand Cantat                                                                                        |  |
| Leon Trotski                                    | 1940       | Sovjet-Unie          | communistenleider                                                         | Ramón Mercader                                                                                         |  |
| Bobi Tsankov                                    | 2010       | Bulgarije            | journalist                                                                | |  |
| Servius Tullius                                 | 534 v.Chr. | Etrurië              | koning van Rome                                                           | |  |
| Umberto I                                       | 1900       | Italië               | koning                                                                    | Gaetano Bresci                                                                                         |  |
| Zilla Huma Usman                                | 2007       | Pakistan             | politica                                                                  | Ghulam Sarwar                                                                                          |  |
| Ilse Uyttersprot                                | 2020       | België               | politica                                                                  | Jurgen D (ex-partner)                                                                                  |  |
| Karel Van Noppen                                | 1995       | België               | Vlaams veearts-keurder                                                    | Carl De Schutter, Albert Barrez, Alex Vercauteren en Germain Daenen                                    |  |
| Michel Velleman                                 | 1943       | Nederland            | goochelaar werkend onder de artiestennaam Ben Ali Libi                    | nazi-regime                                                                                            |  |
| Ed Vijent                                       | 2001       | Nederland            | voetballer                                                                | |  |
| Gianni Versace                                  | 1997       | Italië               | modeontwerper                                                             | Andrew Cunanan                                                                                         |  |
| Hendrik Verwoerd                                | 1966       | Zuid-Afrika          | eerste minister                                                           | Dimitri Tsafendas                                                                                      |  |
| Sérgio Vieira de Mello                          | 2003       | Brazilië             | diplomaat, VN-functionaris                                                | |  |
| Francisco "Pancho" Villa                        | 1923       | Mexico               | revolutionair                                                             | |  |
| Fernando Villavicencio                          | 2023       | Ecuador              | presidentskandidaat                                                       | Colombiaanse drugscriminelen                                                                           |  |
| Viriatus                                        | 139 v.Chr. |                      | leider van het Lusitaanse volk                                            | zijn eigen commandanten in opdracht van Quintus Servilius Caepio                                       |  |
| Ingrid Visser                                   | 2013       | Nederland            | volleybalster                                                             | Juan Cuenca en Valentin Ion                                                                            |  |
| Vitellius                                       | 69         | Romeinse rijk        | keizer                                                                    | |  |
| Volusianus                                      | 253        | Romeinse rijk        | keizer                                                                    | |  |
| Peter R. de Vries                               | 2021       | Nederland            | misdaadverslaggever en mediapersoonlijkheid                               | Delano G. en Kamil E.                                                                                  |  |
| Johnny Wactor                                   | 2024       | VS                   | acteur                                                                    | na verzet tegen diefstal van katalysator van zijn auto                                                 |  |
| Bernard Weinstein                               | 1995       | België               | handlanger en slachtoffer van Marc Dutroux                                | |  |
| Mugabe Were                                     | 2008       | Kenia                | politicus                                                                 | James Omondi, Wycliffe Walimbwa Simiyu en Paul Otieno                                                  |  |
| Lasantha Wickramatunga                          | 2009       | Sri Lanka            | journalist                                                                | |  |
| Helmin Wiels                                    | 2013       | Curaçao              | Curaçaos politicus                                                        | |  |
| Derk Wiersum                                    | 2019       | Nederland            | advocaat                                                                  | Giërmo B. en Moreno B.                                                                                 |  |
| Willem I van Oranje                             | 1584       | Nederland            | leider van de Nederlandse onafhankelijkheidsoorlog tegen Spaans gezag     | Balthasar Gérards                                                                                      |  |
| Henry Hughes Wilson                             | 1922       | VK                   | veldmaarschalk, conservatief politicus                                    | |  |
| Johan de Witt                                   | 1672       | Nederland            | politicus                                                                 | gepeupel                                                                                               |  |
| Cornelis de Witt                                | 1672       | Nederland            | ruwaard                                                                   | gepeupel                                                                                               |  |
| Georges Wolinski                                | 2015       | Frankrijk            | striptekenaar en cartoonist                                               | Chérif en Saïd Kouachi                                                                                 |  |
| Malcolm X                                       | 1965       | VS                   | militant zwart leider                                                     | |  |
| Xerxes I                                        | 465 v.Chr. | Perzische Rijk       | koning                                                                    | |  |
| Xerxes II                                       | 423 v.Chr. | Perzische Rijk       | koning                                                                    | |  |
| XXXTentacion                                    | 2018       | VS                   | rapper                                                                    | |  |
| Emiliano Zapata                                 | 1919       | Mexico               | revolutionair                                                             | |  |
| Rechavam Ze'evi                                 | 2001       | Israël               | minister                                                                  | |  |
| Koenraad van Zwaben                             | 1099       | graafschap Holland   | Bisschop                                                                  | Een Friese bouwmeester                                                                                 |  |